# Чемпіонат Української РСР з хокею 1952
Чемпіонат УРСР з хокею 1952 року проходив впродовж січня місяця на київських стадіонах «Динамо» та Печерського району. В першості змагалися майстри хокею з Києва, Харкова, Дрогобича, Станіслава та Львова. На першому етапі команди було розділено на дві підгрупи, змагання в яких відбулися за коловою системою. Другий етап передбачав проведення стикових матчів відповідно за 1-2, 3-4, 5-6 та 7-8 місця.
«Локомотив» з Харкова вчетверте поспіль став чемпіоном республіки.

## Розіграш першості

### Перший етап

#### Підгрупа "А"
Матчі відбувалися на стадіоні Печерського району.
| Місце | Команда               | 1   | 2   | 3   | 4   | І | В | Н | П | Ш   | О |
| ----- | --------------------- | --- | --- | --- | --- | - | - | - | - | --- | - |
| 1     | «Машинобудівник» Київ |     | ?:? | ?:? | 2:2 | 3 | ? | 1 | ? | 2-2 | ? |
| 2     | «Локомотив» Київ      | ?:? |     | 4:2 | ?:? | 3 | 1 | ? | ? | 4-2 | ? |
| 3     | «Іскра» Станіслав     | ?:? | 2:4 |     | 3:1 | 3 | 1 | ? | 1 | 5-5 | ? |
| 4     | «Спартак» Львів       | 2:2 | ?:? | 1:3 |     | 3 | ? | 1 | 1 | 3-5 | ? |

#### Підгрупа "Б"
Змагання проходили на стадіоні «Динамо».
| Місце | Команда                 | 1   | 2   | 3   | 4   | І | В | Н | П | Ш    | О |
| ----- | ----------------------- | --- | --- | --- | --- | - | - | - | - | ---- | - |
| 1     | «Локомотив» Харків      |     | 4:1 | ?:? | В:П | 3 | 2 | ? | ? | 4-1  | ? |
| 2     | «Будинок Офіцерів» Київ | 1:4 |     | ?:? | В:П | 3 | 1 | ? | 1 | 1-4  | ? |
| 3     | «Динамо» Київ           | ?:? | ?:? |     | 6:2 | 3 | 1 | ? | ? | 6-2  | ? |
| 4     | «Спартак» Дрогобич      | П:В | П:В | 2:6 |     | 3 | 0 | 0 | 3 | 4-14 | 0 |

### Другий етап

#### Матч за 7-8 місця
| Дата    | Місце                 | Господарі          |   | Гості           | Рахунок             |
| 01.1952 | Київ Стадіон «Динамо» | «Спартак» Дрогобич | – | «Спартак» Львів | ?:? (?:?, ?:?, ?:?) |

#### Матч за 5-6 місця
| Дата    | Місце                 | Господарі     |   | Гості             | Рахунок             |
| 01.1952 | Київ Стадіон «Динамо» | «Динамо» Київ | – | «Іскра» Станіслав | 0:2 (?:?, ?:?, ?:?) |

#### Матч за 3-4 місця
| Дата    | Місце                           | Господарі        |   | Гості                   | Рахунок             |
| 01.1952 | Київ Стадіон Печерського району | «Локомотив» Київ | – | «Будинок Офіцерів» Київ | П:В (?:?, ?:?, ?:?) |

#### Фінал
| Дата    | Місце                           | Господарі             |   | Гості              | Рахунок             |
| 01.1952 | Київ Стадіон Печерського району | «Машинобудівник» Київ | – | «Локомотив» Харків | 0:4 (0:2, 0:0, 0:2) |

## Підсумкова класифікація
| Місце | Команда                 | І | В | Н | П | Ш    | О |
| ----- | ----------------------- | - | - | - | - | ---- | - |
| 1     | «Локомотив» Харків      | 4 | 3 | ? | ? | 8-1  | ? |
| 2     | «Машинобудівник» Київ   | 4 | ? | 1 | 1 | 2-6  | ? |
| 3     | «Будинок Офіцерів» Київ | 4 | 2 | ? | 1 | 1-4  | ? |
| 4     | «Локомотив» Київ        | 4 | 1 | ? | 1 | 4-2  | ? |
| 5     | «Іскра» Станіслав       | 4 | 2 | ? | 1 | 7-5  | ? |
| 6     | «Динамо» Київ           | 4 | 1 | ? | 1 | 6-4  | ? |
| ?     | «Спартак» Дрогобич      | 4 | ? | ? | 3 | 4-14 | ? |
| ?     | «Спартак» Львів         | 4 | ? | 1 | 1 | 3-5  | ? |

## Склади команд
«Локомотив» Харків: Микола Уграїцький (≥1, ?); Олександр Бакуменко (≥1, ?), ...

«Машинобудівник» Київ: М. Терзман (≥1, ?); Леонід Гржибовський (≥1, ?), ...

«Динамо» Київ: ...; Олег Ошенков (≥1, ?), Федір Дашков (≥1, ?), Олександр Щанов (≥1, ?), Віталій Голубєв (≥1, ?), ...